# FÉG PA-63
A FÉG PA-63 é uma pistola semiautomática projetada e fabricada pela Fábrica de Armas FÉGARMY da Hungria.

## História
A Fábrica de Armas FÉGARMY (FÉG) da Hungria começou a produzir clones da Walther PP/PPK no final da década de 1940, começando com o Modelo 48, que diferia da Walther PP apenas em pequenos detalhes.
No final da década de 1950, a FÉG começou a fazer mudanças mais amplas, resultando na PA-63, que utiliza o cartucho 9×18mm Makarov. Rapidamente se tornou um item padrão para as forças militares e policiais húngaras.

## Projeto
A versão PA-63 de padrão militar ostenta uma estrutura de alumínio polido em dois tons com conjunto de ferrolho, punho, gatilho e cão pretos.
Embora incomum para um modelo militar, pelo uso de polimento refletivo, a versão foi escolhida devido ao seu baixo custo e ao menor tempo de produção.

## Variantes
Devido à popularidade e à relativa durabilidade da PA-63, a FÉG lançou posteriormente modelos com calibres .32 ACP e .380 ACP, a FÉG AP7.65 e a PMK-380, respectivamente.
A AP7.65 é quase idêntica à PA-63, exceto pelo fato de ser fabricada em calibre 7,65mm Browning (.32 ACP) e ser anodizada, e não bicolor.
A PMK-380 é fabricada no cartucho .380 ACP, com armação em liga de titânio-alumínio azulado e ferrolho em aço azulado.
Em 2000, a FÉG começou a produzir a Walther PPK/E sob licença da Walther. Ela está disponível em .22 LR, .32 ACP e .380 ACP.

## Uso
Após a queda do comunismo em 1990, o exército e as unidades policiais húngaras iniciaram um programa para substituir a PA-63 por pistolas com o cartucho 9x19mm Parabellum, padrão OTAN. Inicialmente, a Jericho 941 importada, seguida pela P9RC, produzida internamente. No entanto, a PA-63 ainda está em serviço nas forças policiais húngaras.
Ela foi praticamente descontinuada na Hungria, mas, devido à grande quantidade produzida, tornou-se uma arma de fogo excedente popular e acessível desde que começou a ser importada para o Ocidente.

### O selo Makarov
As pistolas PA-63 vendidas nos Estados Unidos são frequentemente anunciadas como "PA-63 Makarov". Isso pode levar alguns a acreditar que estão comprando uma pistola Makarov em vez de uma pistola diferente, com câmara para o mesmo calibre 9×18mm Makarov.
Embora ambas as pistolas compartilhem a linhagem da Walther PP/PPK, princípios de operação semelhantes e utilizem a mesma munição, a Makarov PM tem um projeto diferente, com construção toda em aço e mecanismos de trava diferentes.
Não há peças em comum entre a FÉG PA-63 e a pistola Makarov.

## Operadores
- Hungria
- Iraque

### Operadores não estatais
- Exército Irlandês de Libertação Nacional
- Frente Farabundo Martí de Libertação Nacional